# Khalid da Arábia Saudita
Khalid bin Abdulaziz Al Saud (em árabe: خالد بن عبد العزيز آل سعود Khālid ibn ‘Abd al ‘Azīz Āl Su‘ūd), (Riade, 13 de fevereiro de 1913 — Ta’if, 13 de junho de 1982) foi rei da Arábia Saudita de 1975 a 1982. Substituiu o irmão, rei Faisal. Seu governo foi de pouca relevância para a Arábia Saudita, tendo se destacado pelo autoritarismo e o desrespeito aos direitos humanos.

## Vida
Foi um estadista e político da Arábia Saudita que foi rei da Arábia Saudita de 25 de março de 1975 até sua morte em 1982. Antes de sua ascensão, ele foi príncipe herdeiro da Arábia Saudita de 29 de março de 1965 a 25 Março de 1975. Ele era o quinto filho do rei Abdulaziz, o fundador da moderna Arábia Saudita. Ele era o terceiro dos seis filhos de Abdulaziz que eram reis (os outros eram Saud, Faisal, Fahd, Abdullah e Salman).
Khalid era filho do rei Abdulaziz e Al Jawhara bint Musaed Al Jiluwi. Ele ajudou seu meio-irmão, o príncipe Faisal, em suas funções como ministro das Relações Exteriores da Arábia Saudita. Khalid serviu como vice-rei da região de Hejaz por um breve período na década de 1930. Ele visitou os Estados Unidos em 1943 junto com Faisal, estabelecendo relações entre os dois países. Ele foi nomeado vice-primeiro-ministro da Arábia Saudita em 1962. Depois que o irmão completo de Khalid, o príncipe Muhammad, se afastou da sucessão real, o rei Faisal nomeou Khalid como príncipe herdeiro em 1965.

Após o assassinato do rei Faisal em 1975, Khalid ascendeu ao trono. Seu reinado viu grandes desenvolvimentos no país devido ao aumento das receitas do petróleo e eventos significativos no Oriente Médio. Em 1979, um grupo de civis tomou a Grande Mesquita de Meca e procurou, mas não conseguiu sequestrar Khalid. As forças sauditas recuperaram o controle sobre a mesquita, mas a apreensão resultou na introdução de políticas religiosas mais rígidas na Arábia Saudita. Khalid morreu em 1982 e foi sucedido por seu meio-irmão Fahd.